# Peillonnex
Peillonnex är en kommun i departementet Haute-Savoie i regionen Auvergne-Rhône-Alpes i sydöstra Frankrike. Kommunen ligger i kantonen Bonneville som tillhör arrondissementet Bonneville. År 2022 hade Peillonnex 1 363 invånare.

## Befolkningsutveckling
Antalet invånare i kommunen Peillonnex
| Referens: INSEE |